# 성주읍성
성주읍성(星州邑城)은 경상북도 성주군 성주읍 예산리에 있는 읍성이다. 

## 개요
1380년(우왕 6)에 고려시대에 토성으로 건설되었고 1520년(중종 15)에 석성으로 개축되었으며 임진왜란이 일어나기 직전인 1591년(선조 24)에 왜적의 침입에 대비해 지방의 읍성을 대대적으로 수리하였는데, 이때 성주읍성도 재정비하였다. 임진왜란이 일어나고 일본군에게 점령되었지만 성주목사 제말을 비롯한 의병들이 성주성 전투를 벌여 탈환해냈다. 이후 일제강점기를 거치며 철거되어 오랫 동안 터만 남았었으나 2021년 성주군에서 북문인 성지문(星智門)과 성벽을 복원하였다. 이때 성주사고와 쌍도정도 인근에 같이 복원되어 성주역사테마공원이 조성되었다.
성주역사테마공원은 성주군의 옛 모습을 재현한 공원으로 조선왕조실록을 보관한
조선 전기 4대 사고 중 하나인 성주사고와 조선시대 전통 연못인 쌍도정, 그리고 조선
시대 모습을 그대로 복원한 읍성 북문과 성곽으로 이루어져 있다. 성주읍성은 일제
강점기에 소실되어 일부만 남았으나, 2020년 10월에 재건을 통해 재현되었다. 읍성
산책로에는 조선시대 성주군 일원에 산재된 비석들을 옮겨두어 읍성의 역사적 가치를
더한다. 특히 밤이 되면 읍성을 비추는 은은한 조명과 달 조형물은 성주군 대표 야간
명소이자 포토스팟으로 손색이 없다.